# Robert Mercer (évêque)
Pour les articles homonymes, voir Robert Mercer.
Robert William Stanley Mercer (né le 10 janvier 1935) est un ecclésiastique originaire du Zimbabwe, anglican converti au catholicisme en 2012. Il a exercé la charge d'évêque du Matabeleland de 1977 à 1987. Il a également été pendant 49 ans membre d'un ordre religieux anglican, la communauté de la Résurrection (CR).

## Formation et premiers postes
Robert Mercer a fait ses études à Port Elizabeth puis au St Paul's Theological College de Grahamstown. Ordonné diacre] en 1959 et prêtre l'année suivante, il occupe d'abord un poste de vicaire (curate) à Hillside, quartier de Bulawayo. Après un intermède à la paroisse St Teilo’s de Carmarthen au pays de Galles, il revient au pays natal et occupe successivement des postes d'aumônier pour la St Augustine's School de Penhalonga et de curé (rector) à Borrowdale, quartier de Harare. Il y dirige avec d'autres prêtres anglicans, membres comme lui de la communauté de la Résurrection, une paroisse multi-raciale. Cette entorse aux lois de ségrégation lui vaut d'être expulsé du pays en 1970. Quelques décennies plus tard, cet épisode de la lutte contre l'apartheid fera l'objet d'un spectacle musical.

## Évêque du Matabeleland
Robert Mercer est sacré évêque du Matabeleland en 1977. De 1982 à 1987, cette province, traverse une période de troubles qui dégénère en guerre civile et massacres. Pour mater une rébellion ndébélé, Robert Mugabe déploie une force spéciale formée par des instructeurs nord-coréens ; on dénombre 20 000 victimes. Ces massacres de Gukurahundi sont qualifiés de génocide par de nombreux habitants de la province, et seront effectivement classés comme tels par l'ONG Genocide Watch.
Dénonçant l'oubli dans lequel sont tombés ces massacres, Robert Mercer n'hésitera pas par la suite à les comparer, toutes proportions gardées, à la Shoah lors d'une journée de mémoire de l'Holocauste, consacrée aux "histoires perdues". Soulignant que Mugabe n'hésitera pas à recourir aux moyens les plus violents pour garder le pouvoir, il fustige la complaisance des autres dictateurs africains à son égard,.

## Rupture avec la communion anglicane
Dès les années 1980, Robert Mercer s'inquiète de l'évolution de la communion anglicane et s'intéresse aux initiatives de rapprochement avec l'Église catholique. En 1985, il rencontre les cardinaux Johannes Willebrands et Joseph Ratzinger pour évoquer les modalités d'une réconciliation avec Rome.
En 1987, Robert Mercer quitte la communion anglicane pour entrer dans le mouvement anglican continué. Il est ainsi l'évêque métropolitain de l'Église anglicane catholique du Canada pendant plusieurs années, avant de se retirer en Angleterre ; il est cependant toujours membre de la chambre des évêques de cette église. Il exerce en outre la fonction de visiteur épiscopal pour la communion anglicane traditionnelle au Royaume-Uni.

## Conversion au catholicisme
Le 7 janvier 2012, Robert Mercer entre dans la pleine communion de l'Église catholique romaine au titre de l'ordinariat personnel de Notre-Dame de Walsingham, rejoignant 5 autres évêques anglicans convertis. Robert Mercer est ordonné diacre] catholique le 21 mars, au séminaire de Allen Hall, par l'évêque Alan Hopes, lui-même ancien anglican converti. Quelques jours plus tard, le 26 mars, Robert Mercer est ordonné prêtre catholique par ce même évêque en la cathédrale de Portsmouth,. Il est placé au service d'une des communautés de l'ordinariat, le groupe de Portsmouth et de l'île de Wight. Il reçoit la charge de l'église St Agatha’s de Landport, dont les fidèles attendent d'être reçus à leur tour dans la pleine communion de l'Église catholique au cours des semaines qui suivent, en vue d'intégrer eux aussi l'ordinariat.
Le 21 juin 2012, le pape Benoît XVI élève Robert Mercer à la dignité de chapelain de sa sainteté.